# 서맨사 페리스
서맨사 페리스(Samantha Ferris, 1968년 11월 2일 ~ )는 캐나다의 배우이다.

## 출연 작품
- 익스포즈 (2015)
- 렛 잇 스노우 (2013)
- 스마트 쿠키 (2012)
- 톨 맨 (2012)
- 킬링 머신 (2010)
- 세븐 데들리 신스 (2010)
- 브이 1 (2009)
- 그레이스 (2009)
- 뉴욕시: 토네이도 테러 (2008)
- 임팩트 (2008)
- 로스트 인 더 다크 (2007)
- 더 버터플라이 (2007)
- 잘 나가는 그녀에게 왜 애인이 없을까 (2006)
- 수퍼내추럴 시즌1 (2005)
- 더 랜치 (2004)
- 배틀스타 갤럭티카 - 2004년 시리즈 (2004)
- 4400 (2004)
- 어 데이트 위드 다크니스: 더 트라이얼 앤 캡처 오브 앤드류 러스터 (2003)
- 블랙우즈 (2002)
- 인스펙트 2 (2000)
- 네고시에이터 2 (2000)
- 스크류드 (2000)
- 인스펙트 (1998)